# 双链RNA病毒门
双链RNA病毒门（学名：Duplornaviricota）为正核糖病毒界的一个科。

## 下级分类
本科包括以下属：
- 克里莫提病毒纲 Chrymotiviricetes
- Resentoviricetes
- 维达弗病毒纲 Vidaverviricetes